# NINJA-lening
Een NINJA- of NINA-lening is een lening gegeven aan individuen zonder inkomen en bezittingen en behoort daarmee tot de categorie subprimeleningen. Vandaar het Engelstalige acroniem NINA: No Income, No Assets. Of NINJA: No Income, No Job, and Assets. De term kwam in 2007 in het nieuws door de kredietcrisis in de Verenigde Staten.
NINJA-leningen kunnen bestaan bij de gratie van een steeds hoger gewaardeerd onderpand, doorgaans een huis. Doordat de lener zonder baan of bezit de renteverplichtingen niet kan voldoen, worden deze bij de hoofdsom opgeteld. Hierdoor neemt de totale uitstaande schuld toe. Dit systeem levert geen problemen op zolang het onderpand gelijk of meer in waarde stijgt dan de schuld plus rente. Toen de huizenmarkt in de VS zich rond 2006 stabiliseerde en huizenprijzen minder hard stegen dan voorheen, werd een negatieve spiraal in werking gezet die mede aan de basis van de kredietcrisis stond.